# Mamoré (provins)

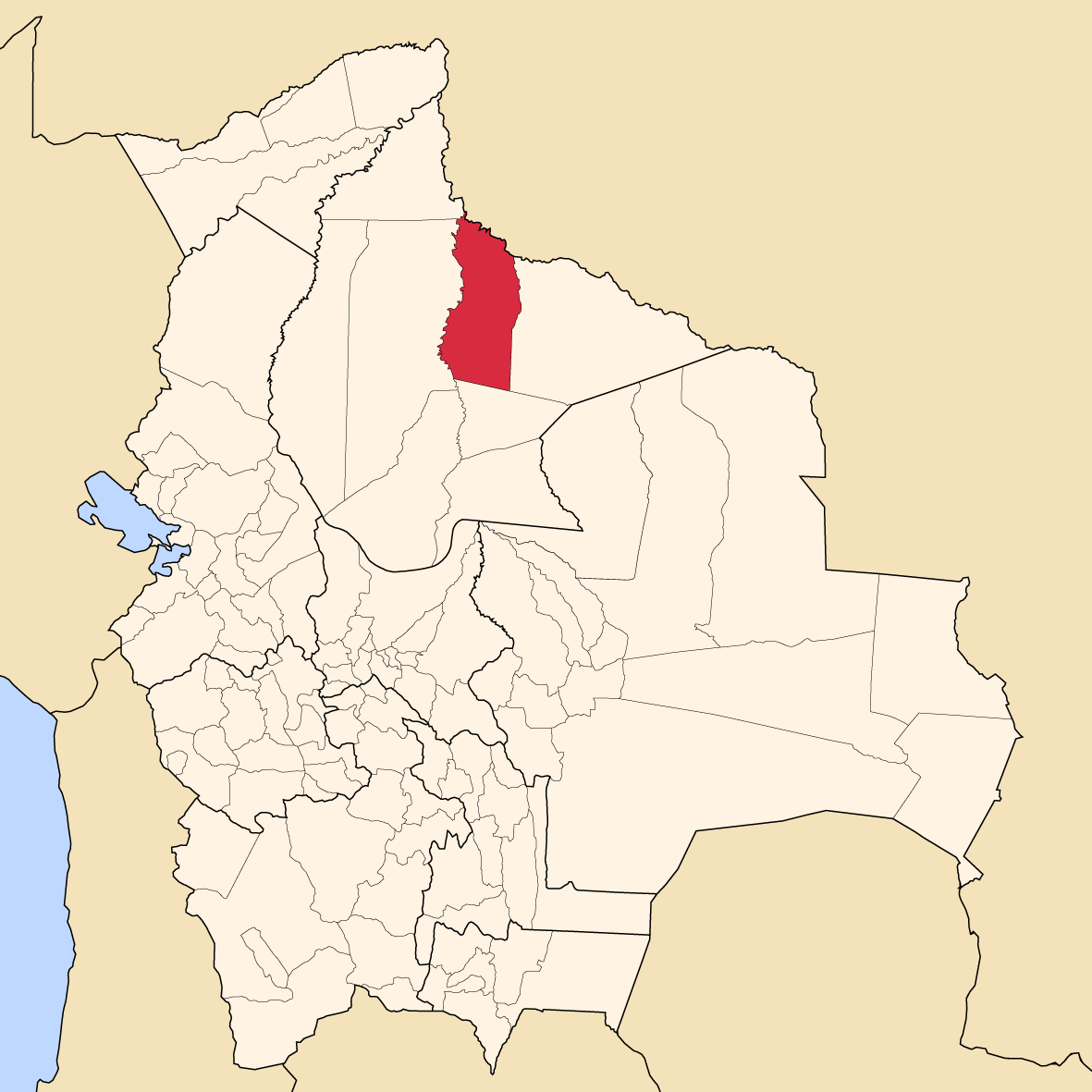
Provinsens läge i Bolivia

Mamoré är en provins i departementet Beni i Bolivia. Den administrativa huvudorten är San Joaquín.